# Rydalmere, New South Wales
Rydalmere este o suburbie în Sydney, Australia.